# Can Planell (Sant Pere de Vilamajor)
Can Planell és una masia gòtica de Sant Pere de Vilamajor (Vallès Oriental) protegida com a Bé Cultural d'Interès Local.

## Descripció
Masia asimètrica de planta rectangular, amb planta baixa i dues plantes pis. La coberta és a dos aigües, recolzada sobre ràfec d'una filada de taules. Els murs són de paredat comú amb pedres cantoneres. La façana principal, orientada a migdia, presenta un portal d'arc de mig punt amb dovelles molt erosionades de gres beix i vermell i una porta de quarterons i vidre. Les finestres són petites i amb brancals amb impostes, llindes i ampits de pedra, excepte una d'elles amb arc i tres llangardaixos com a reixa. La façana de llevant presenta un contrafort important. A l'interior hi ha una porta motllurada. La profunditat de la masia és major del que sembla, ja que hi ha una zona excavada a la roca viva. A ponent hi ha una bassa. Se situa en un petit pla a mitja carena amb bones vistes a migdia.

## Història
L'estructura i les finestres semblen obeir al tipus de construcció del segle xvi.